# Castello di Nymphenburg
Il Castello di Nymphenburg (in tedesco Schloss Nymphenburg, ovvero "Castello delle Ninfe") è un palazzo in stile barocco, che si trova a Monaco di Baviera, in Germania, e fu edificato per volere del principe elettore Ferdinando Maria di Baviera, il quale voleva celebrare la nascita dell'attesissimo figlio ed erede al trono Massimiliano Emanuele, il quale nacque dopo circa dieci anni di nozze. La costruzione avvenne tra il 1664 e la metà del XVIII secolo e da allora la il castello divenne una delle residenze reali, in particolare estiva, della dinastia dei Wittelsbach; nel 1845 vi nacque re Ludovico II di Baviera. La tenuta è costituita da un grande parco che la circonda, costituito anche da diversi specchi d'acqua.

## Storia

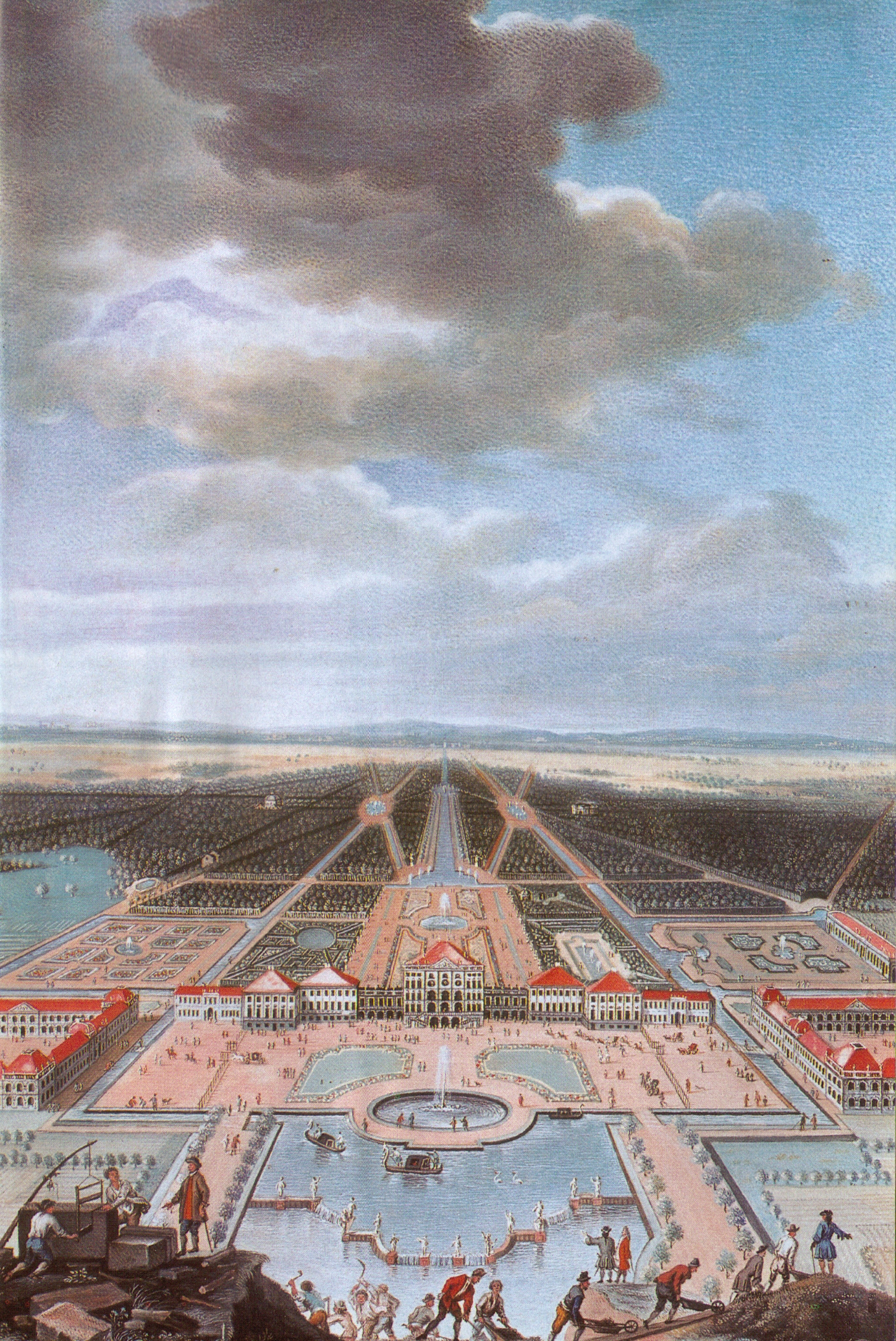
Dipinto che raffigura il Castello di Nymphenburg, del 1730 circa.

Il Castello di Nymphenburg fu costruito, come residenza estiva, in occasione della nascita dell'attentissimo erede al trono di Baviera Massimiliano Emanuele Wittelsbach, nato nel 1662 e figlio del principe elettore Ferdinando Maria e della moglie, Enrichetta Adelaide di Savoia, i quali non avevano avuto discendenza dopo circa dieci anni di matrimonio. Per la costruzione del nuovo edificio venne scelto un sito ai margini del territorio della corte, a ovest della capitale bavarese, Monaco, e del Residenza, dimora reale principale dei Wittelsbach; il luogo era così, a quel tempo, ancora piuttosto fuori Monaco, circondato dalla campagna. Nel 1664 iniziarono i lavori di costruzione su progetto dell'architetto italiano Agostino Barelli, che progettò anche la Chiesa di San Gaetano a Monaco. Inizialmente la residenza estiva di Nymphenburg, in stile italiano, era un imponente padiglione cubico, fiancheggiato dalla chiesa di corte, da diversi edifici annessi e da un piccolo giardino geometrico cinto da mura. Nel 1679 il complesso del palazzo, nella sua prima incarnazione, era quasi ultimato.
Il Castello di Nymphenburg raggiunse le dimensioni attuali sotto il principe elettore Massimiliano II Emanuele, che regnò dal 1680 al 1726; sotto la supervisione dell'architetto di corte Enrico Zuccalli, furono costruiti due padiglioni decentrati su ciascun lato della struttura esistente, a nord e a sud. Iniziati nel 1701, i padiglioni erano collegati all'edificio centrale tramite gallerie. Tuttavia, la Guerra di successione spagnola interruppe presto i lavori di costruzione, poiché Massimiliano Emanuele fu nuovamente costretto a soggiornare fuori dalla Baviera, dal 1704 al 1715. Quando l'Elettore tornò a Monaco nel 1715, era accompagnato da numerosi artisti francesi o formati in Francia. Con l'ulteriore ampliamento dei complessi di palazzi, come quelli di Dachau, Fürstenried e Schleißheim, questi artisti fornirono opere conformi alle più recenti mode francesi. Tra loro si distinsero l'architetto Joseph Effner e l'artista di giardini Dominique Girard. Ma anche i pittori locali ricevettero commissioni importanti. Le vedute dei palazzi bavaresi nelle gallerie furono realizzate da Franz Joachim Beich, mentre tra gli stuccatori il più importante fu Johann Baptist Zimmermann. Fu così che la corte di Monaco diventò uno dei centri artistici più importanti d'Europa. Intorno al 1715 l'architetto di corte Joseph Effner, insieme all'architetto paesaggista francese Dominique Girard, progettò un piano generale per Nymphenburg e il successivo ampliamento fu realizzato secondo questo piano.

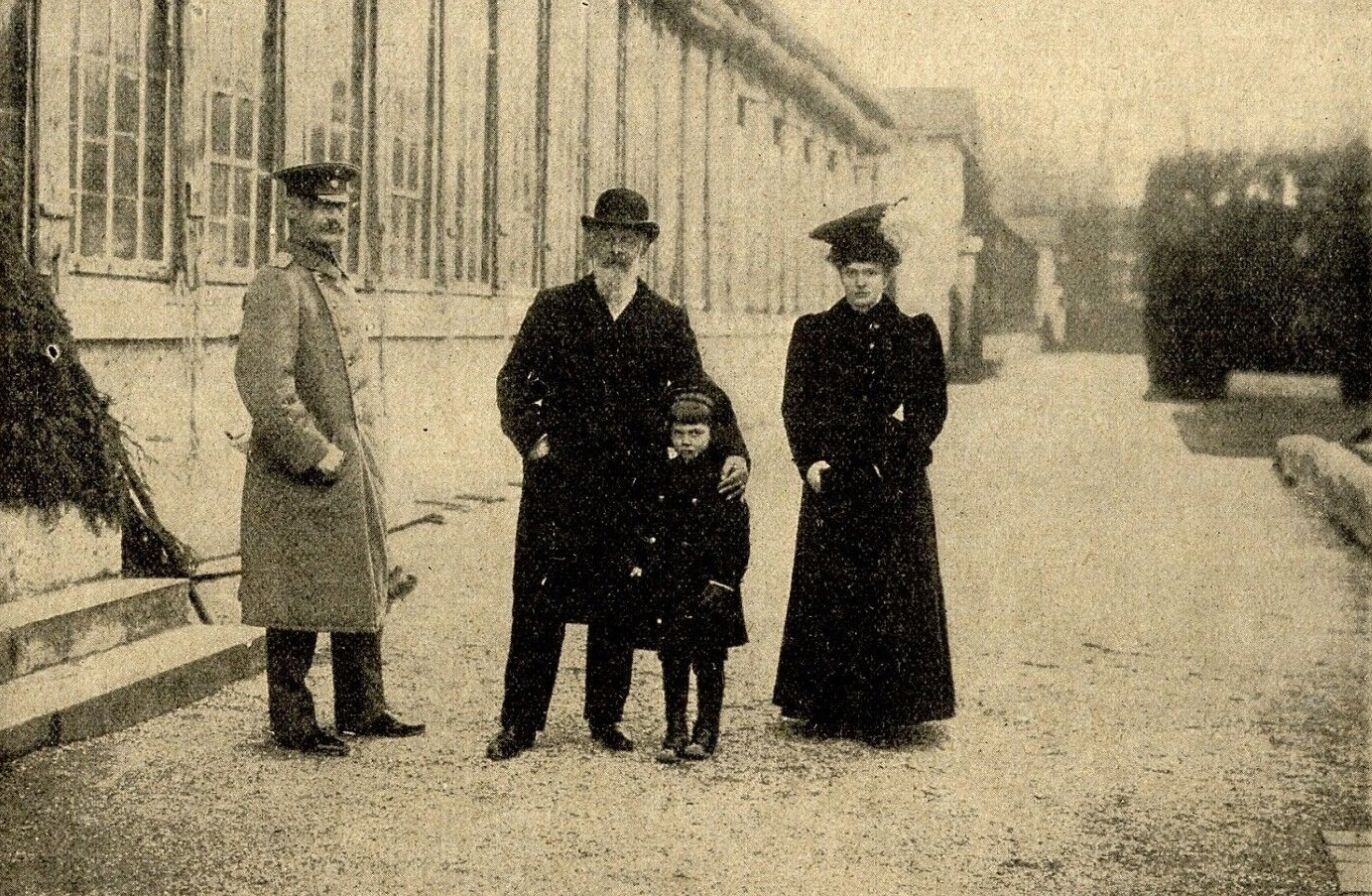
Luitpold, principe reggente, Rupprecht, Maria Gabriella ed il loro figlio Luitpold al Castello di Nymphenburg, nel 1906.

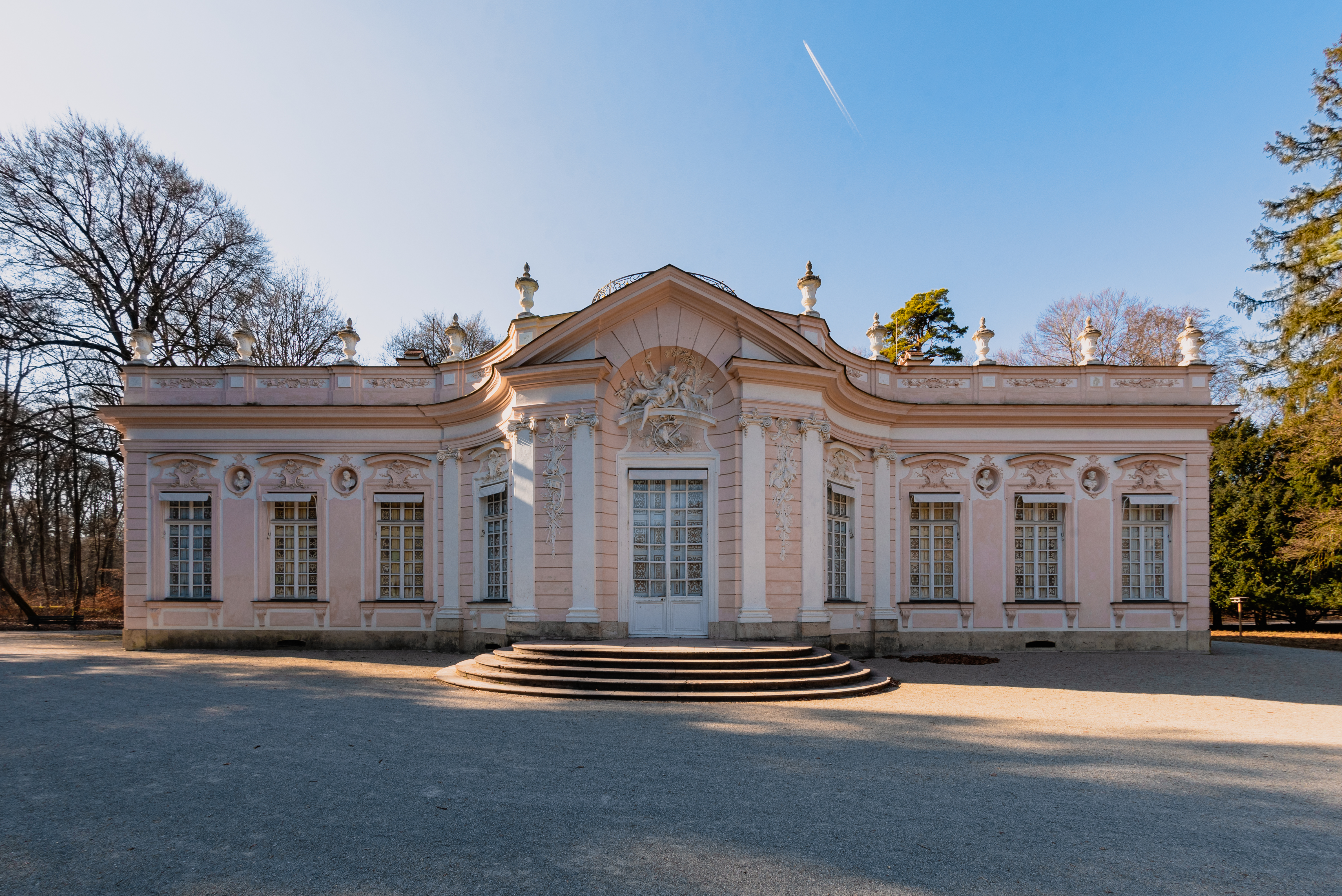
L'Amalienburg di Nymphenburg.

Tra le misure attuate in quel periodo, le più notevoli sono: il padiglione centrale, fulcro dell'insieme, fu riprogettato, gli appartamenti reali furono arredati e decorati, gli annessi, situati di fronte al palazzo principale, furono ricostruiti come residenze per i funzionari di corte e la mezzaluna fu costruita con un muro circolare e cinque coppie di padiglioni. Le strutture, disposte in modo prospettico e disposte a raggiera, si fondevano formando una "città ideale" completamente simmetrica, in grado di ospitare la famiglia reale. Anche il parco venne riprogettato e ampliato, assumendo le dimensioni attuali e lo stile barocco. Carlo Alberto, prima come elettore di Baviera, regnò dal 1726 al 1745, e poi come imperatore Carlo VII, dal 1742 alla morte nel 1745, continuò i lavori di costruzione del Castello di Nymphenburg iniziati da suo padre; arricchì il complesso aggiungendo la mezzaluna del palazzo. Sia il palazzo che la mezzaluna avrebbero dovuto costituire il centro di una futura "Carlstadt" ("Città di Carlo"). La sua eredità più preziosa, tuttavia, è l'Amalienburg nel parco di Nymphenburg. Con questo arguto e grazioso gioiello rococò, François de Cuvilliés il Vecchio, architetto formatosi a Parigi, portò l'arte di corte di Monaco al suo apice di espressione. Eseguita da artisti di spicco e da botteghe di corte specializzate, l'Amalienburg è oggi annoverata tra le creazioni architettoniche europee più affascinanti del periodo. Sotto il principe elettore Massimiliano III di Baviera, che regnò dal 1745 al 1777, la "Sala Grande del Castello di Nymphenburg acquisì l'opulenta decorazione che si può ammirare oggi. Qui Johann Baptist Zimmermann, insieme a François Cuvilliés il Vecchio", creò un'opera fondamentale del rococò di corte di Monaco. Anche il soffitto a volta della cappella del Castello fu dipinto. Infine, sotto Massimiliano III, la "Manifattura di Porcellane" di Nymphenburg si trasferì nella sua attuale sede, nella parte anteriore del castello. In questo periodo anche il parco ricevette un nuovo aspetto. Il Gran Parterre fu ristrutturato e adornato con statue delle divinità più importanti dell'Olimpo. Anche le scalinate esterne risalgono a questo periodo e costituiscono un ingresso rappresentativo all'edificio principale e alla "Sala Grande".

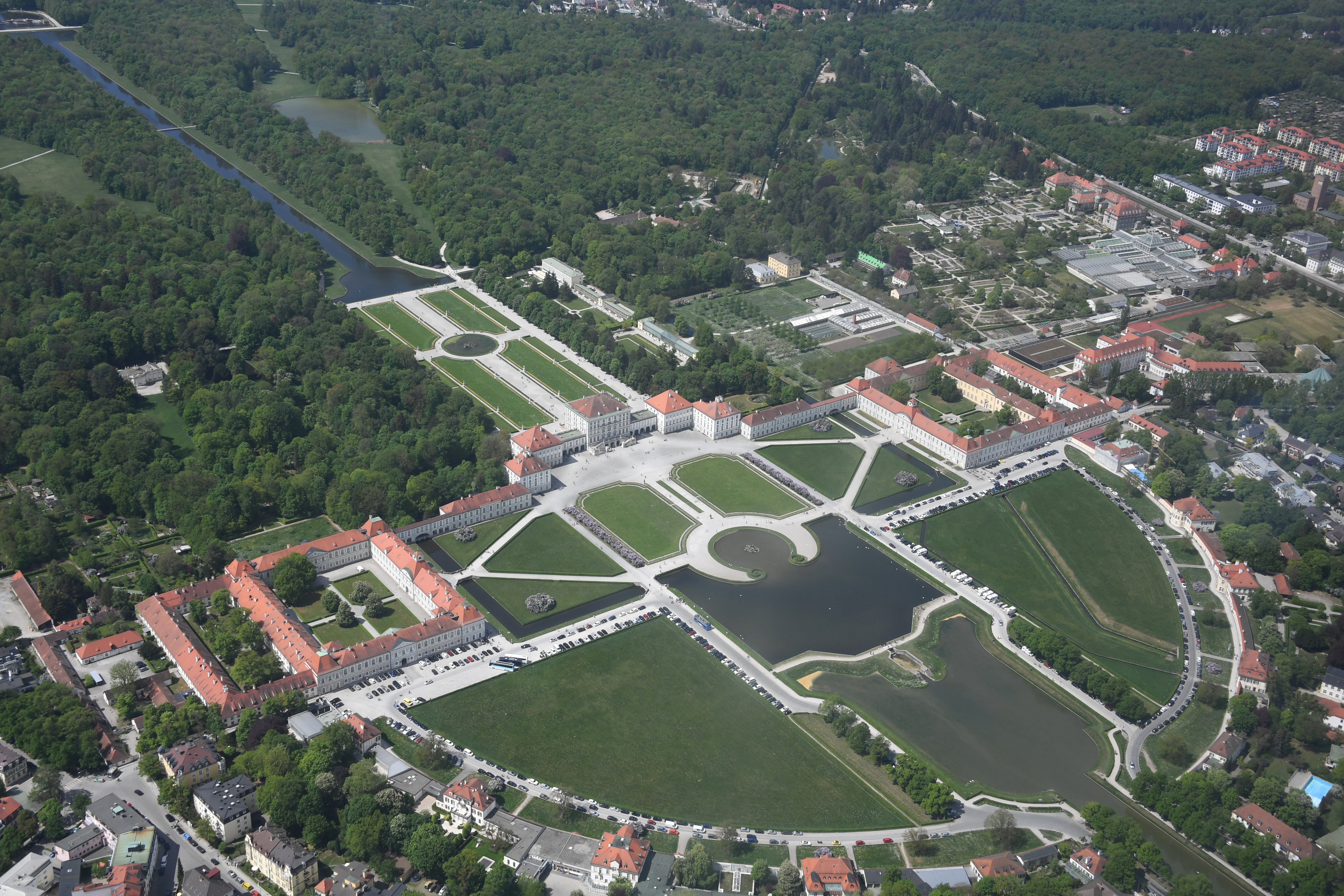
Immagine aerea di Nymphenburg.

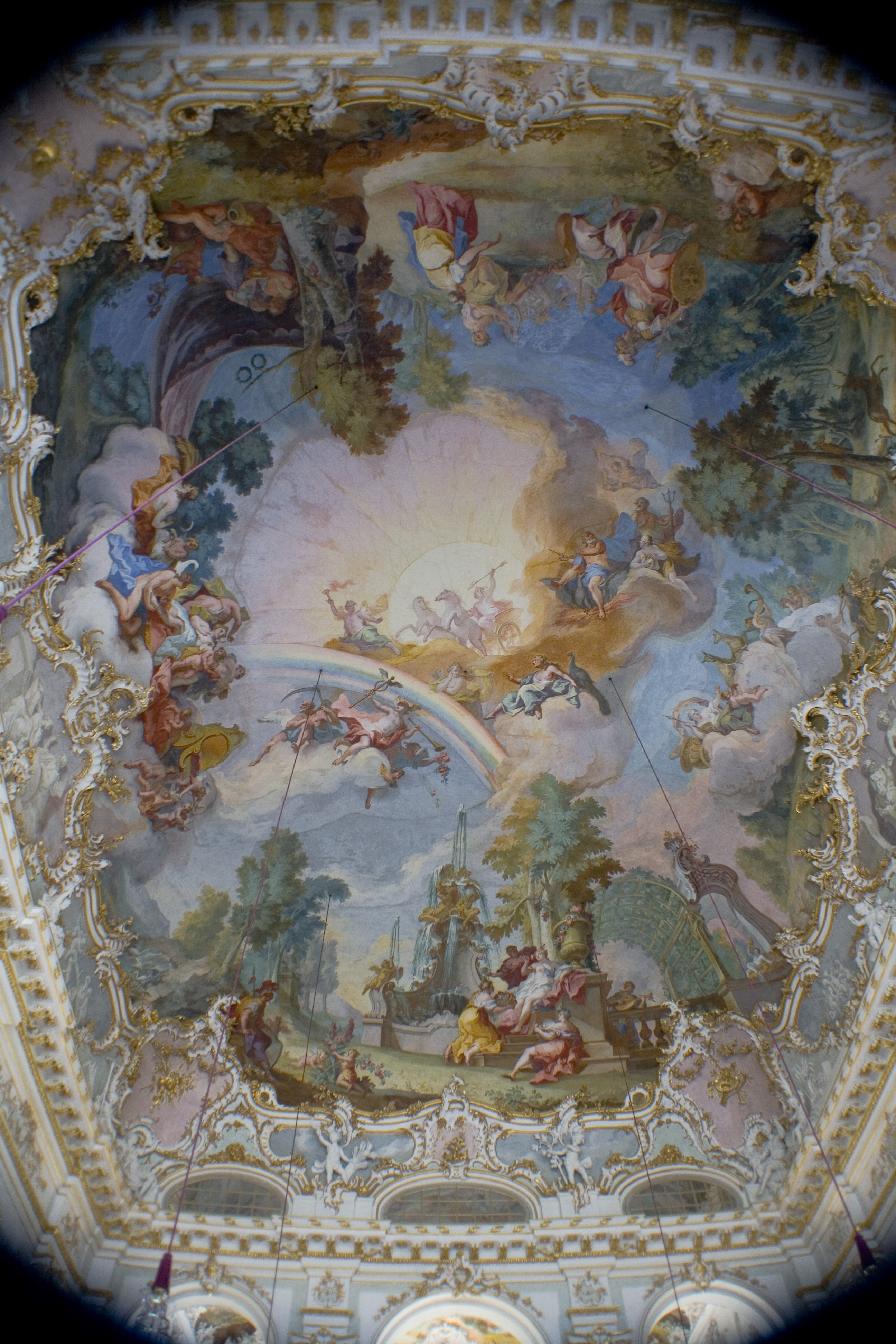
Soffitto dipinto del "Steinerner Saal", una delle sale principali del Castello.

L'elettore Carlo Teodoro, che governò la Baviera e il Palatinato dal 1777 al 1799, apportò pochi cambiamenti a Nymphenburg: fece ampliare le gallerie per creare nuove stanze arredate secondo lo stile dell'epoca. Nel 1792 sempre Carlo Teodoro aprì al pubblico il parco del Castello di Nymphenburg. Quando la Baviera divenne un regno, all'inizio del XIX secolo, Nymphenburg riprese la sua importante funzione. L'elettore Massimiliano IV Giuseppe, che, con il nome di Massimiliano I Giuseppe, fu il primo re di Baviera, che regnò dal 1806 al 1825, ordinò che alcune stanze fossero riprogettate e arredate con nobili mobili neoclassici. Il sovrintendente dei giardini reali, Friedrich Ludwig von Sckell, trasformò i geometrici giardini francesi in un giardino paesaggistico in stile inglese. Massimiliano I Giuseppe morì a Nymphenburg nel 1825. Negli anni successivi il castello rimase una delle residenze preferite della famiglia reale bavarese; qui nacque il 25 agosto 1845 re Ludovico II di Baviera, che regnò dal 1864 al 1886. Oggi, Nymphenburg è aperto al pubblico, ma continua anche a essere una casa e cancelleria per il capo della casata di Wittelsbach, Francesco duca di Baviera.

## Parco
Il parco di 200 ettari (490 acri), un tempo giardino all'italiana (1671), ampliato e risistemato in stile francese da Dominique Girard, allievo di André Le Nôtre, fu infine ristrutturato in stile inglese all'inizio del XIX secolo da Friedrich Ludwig von Sckell, su commissione del principe elettore Carlo Teodoro. Von Sckell fu anche il creatore del Giardino Inglese di Monaco. Conservò gli elementi principali del giardino barocco (come il "Grand Parterre"). Il parco è attraversato dal lungo canale occidentale lungo l'asse principale che conduce dal palazzo alla cascata di marmo (decorata con figure in pietra di divinità greche e romane) a ovest. La serra in ferro a nord del Grand Parterre fu completata nel 1807, l'adiacente serra dei gerani nel 1816. Il parterre del giardino è ancora oggi un elemento visibile del giardino alla francese. Nell'ambito della trasformazione dell'intero parco del castello da parte di Sckell, fu semplificato, pur mantenendo le sue dimensioni originali. La "Grande Cascata" fu costruita da Joseph Effner nel 1717, ispirandosi a un'idea di François Roëttier. L'acqua cade al centro di una scalinata d'acqua a due livelli: il primo è semicircolare a ovest, il secondo, più profondo, è a est. La cascata presenta una simmetria che prosegue attraverso il canale centrale. Il lato destro della cascata fu rivestito di marmo rosa nel 1770. In origine, si prevedeva un'architettura di supporto, che non fu mai realizzata. Invece, dal 1775 al 1785, furono aggiunte delle sculture. Molte furono opera di Dominik Auliczek e Roman Anton Boos, che in seguito aggiunsero dodici vasi decorativi in marmo con temi mitologici. 
Le fontane di fronte al palazzo e nel parterre del giardino continuano a essere alimentate dalle stazioni di pompaggio ad acqua costruite tra il 1803 e il 1808. Il Giardino del Gabinetto Settentrionale è un piccolo giardino che confina direttamente con il lato giardino dell'ala nord del palazzo principale. È anche chiamato Kaisergarten, perché si trova nelle immediate vicinanze delle stanze in cui Carlo Alberto visse durante il suo soggiorno a Monaco come imperatore Carlo VII. Ha la sua controparte nel Giardino del Gabinetto Meridionale, dove François de Cuvilliés costruì una casetta per uccelli ottagonale nel 1757. Due laghi si trovano su entrambe le sponde del canale. Il "Dörfchen" fu creato sotto Massimiliano III Giuseppe come Petit Hameau. Il "Salettl" (1799), una casetta con il suo piccolo giardino adiacente all'ex serraglio, fungeva da attrazione per i figli di Massimiliano IV Giuseppe. Un passaggio vicino all'antico arboreto, a nord del Grand Parterre, conduce al grande Orto Botanico di Monaco. In origine esisteva anche un asse visivo, il Durchblick, verso il Castello di Blutenburg, situato a nord-ovest. I canali di Nymphenburg fanno parte del sistema di canali a nord di Monaco, un sistema di corsi d'acqua che collegava anche il complesso del Castello di Schleissheim. Il punto finale del canale orientale che conduce dalla città al castello forma la Corte d'onore, il cui centro fu progettato da Effner come un parterre d'acqua con una fontana, una cascata e canali ramificati su entrambi i lati. Il viale d'accesso ("Auffahrtsallee") dalla città, su entrambi i lati del canale orientale, è incorniciato da un semicerchio di edifici barocchi più piccoli ("Kavalierhäuser") presso la Corte d'onore. Il punto finale orientale del canale è la Hubertusbrunnen (1903, una fontana di Adolf von Hildebrand).